# Lijst van voetbalinterlands Chili - Engeland
Deze lijst van voetbalinterlands is een overzicht van alle officiële voetbalwedstrijden tussen de nationale teams van Chili en Engeland. De landen speelden tot op heden zes keer tegen elkaar. Het eerste duel was op 25 juni 1950: een groepswedstrijd tijdens het Wereldkampioenschap voetbal 1950 in Rio de Janeiro (Brazilië). Het laatste duel, een vriendschappelijke wedstrijd, vond plaats op 15 november 2013 in Londen.

## Wedstrijden
| № | Plaats         | Datum            | Competitie        | Wedstrijd        | Uitslag |
| - | -------------- | ---------------- | ----------------- | ---------------- | ------- |
| 1 | Rio de Janeiro | 25 juni 1950     | WK 1950           | Engeland – Chili | 2 – 0   |
| 2 | Santiago       | 24 mei 1953      | Vriendschappelijk | Chili – Engeland | 1 – 2   |
| 3 | Santiago       | 17 juni 1984     | Vriendschappelijk | Chili – Engeland | 0 – 0   |
| 4 | Londen         | 23 mei 1989      | Vriendschappelijk | Engeland – Chili | 0 – 0   |
| 5 | Londen         | 11 februari 1998 | Vriendschappelijk | Engeland – Chili | 0 – 2   |
| 6 | Londen         | 15 november 2013 | Vriendschappelijk | Engeland – Chili | 0 – 2   |

## Samenvatting
| Competitie        | Totaal gespeeld | Winst Chili | Gelijk | Winst Engeland | Doelsaldo Chili – Engeland |
| ----------------- | --------------- | ----------- | ------ | -------------- | -------------------------- |
| WK-eindronde      | 1               | 0           | 0      | 1              | 0 − 2                      |
| Vriendschappelijk | 5               | 2           | 2      | 1              | 5 − 2                      |
| Totaal            | 6               | 2           | 2      | 2              | 5 − 4                      |

Wedstrijden bepaald door strafschoppen worden, in lijn met de FIFA, als een gelijkspel gerekend.

## Details

### Eerste ontmoeting
| WK 1950 (Rio de Janeiro, Brazilië, 25 juni 1950): |              | |
| Chili | 0 – 2        | Engeland |
| | doelpunten   | 27' Stanley Mortensen 51' Wilf Mannion |
| Arturo Bucciardi | bondscoach   | Walter Winterbottom |
| Sergio Livingstone Arturo Farías Fernando Roldán Manuel Álvarez Miguel Busquets Luis Hernán Carvallo Luis Mayanés Atilio Cremaschi George Robledo Manuel Muñoz Guillermo Diaz | opstellingen | Bert Williams Alf Ramsey John Aston Sr. Laurie Hughes Jimmy Dickinson Thomas Finney Wilf Mannion Roy Bentley Stanley Mortensen James Mullen William Wright |
| - Debuut van Laurie Hughes (Liverpool FC) voor Engeland. |              | |

### Tweede ontmoeting
| Vriendschappelijk (Santiago, Chili, 24 mei 1953): |              | |
| Chili | 1 – 2        | Engeland |
| Guillermo Diaz 83' | doelpunten   | 48' Tommy Taylor 68' Nathaniel Lofthouse |
| Luis Tirado | bondscoach   | Walter Winterbottom |
| Sergio Livingstone Arturo Farías Guillermo Núñez Manuel Álvarez Carlos Rojas Ramiro Cortés Isaac Carrasco Atilio Cremaschi René Meléndez Manuel Muñoz Guillermo Diaz | opstellingen | Gil Merrick Alf Ramsey Bill Eckersley William Wright Henry Johnston Jimmy Dickinson Thomas Finney Ivor Broadis Nathaniel Lofthouse Tommy Taylor Johnny Berry |

### Derde ontmoeting
| Vriendschappelijk (Santiago, Chili, 17 juni 1984): |              | |
| Chili | 0 – 0        | Engeland |
| | doelpunten   | |
| Isaac Carrasco | bondscoach   | Bobby Robson |
| Roberto Rojas Hugo Tabilo Eduardo Gómez Luis Hormazábal Manuel Araya Alejandro Hisis Claudio Toro ??' Juan Soto ??' Luis Venegas Jorge Aravena Juan Covarrubias ??'       | opstellingen | Peter Shilton Michael Duxbury David Watson Kenny Sansom Terry Fenwick Ray Wilkins 74' Mark Chamberlain Bryan Robson Clive Allen Mark Hateley John Barnes |
| Eduardo Cofré ??' Luis Rodríguez ??' Héctor Puebla ??' | wissels      | 74' Sammy Lee |
| - Debuut van Luis Hormazábal, Hugo Tabilo, Héctor Puebla, Manuel Araya, Hernán Gómez en Juan Covarrubias voor Chili. - Eerste en enige interland Luis Venegas voor Chili. |              | |

### Vierde ontmoeting
| Vriendschappelijk (Londen, Verenigd Koninkrijk, 23 mei 1989):                                                                                     |              | |
| Engeland | 0 – 0        | Chili |
| | doelpunten   | |
| Bobby Robson | bondscoach   | Orlando Aravena |
| Peter Shilton Paul Parker Stuart Pearce Neil Webb Des Walker Terry Butcher Bryan Robson Paul Gascoigne Nigel Clough John Fashanu 70' Chris Waddle | opstellingen | Roberto Rojas Patricio Reyes 55' Osvaldo Hurtado Leonel Contreras Hugo González Jaime Pizarro Hugo Rubio Raúl Ormeño Rubén Espinoza 46' Juan Covarrubias Fernando Astengo |
| Tony Cottee 70' | wissels      | 46' Juan Carlos Letelier 55' Jaime Vera |
| Bryan Robson ??' | gele kaarten | ??' Patricio Reyes ??' Fernando Astengo ??' Hugo González |
| - Debuut van Nigel Clough (Nottingham Forest) en John Fashanu (Wimbledon FC) voor Engeland.                                                       |              | |

### Vijfde ontmoeting
| Vriendschappelijk (Londen, Verenigd Koninkrijk, 11 februari 1998):                                                                                  |              | |
| Engeland | 0 – 2        | Chili |
| | doelpunten   | 45' Marcelo Salas 79' Marcelo Salas |
| Glenn Hoddle | bondscoach   | Nelson Acosta |
| Nigel Martyn Gary Neville Sol Campbell Tony Adams Phil Neville 46' Dion Dublin David Batty 62' Nicky Butt Rob Lee Teddy Sheringham 62' Michael Owen | opstellingen | Nelson Tapia Moses Villarroel Pedro Reyes Ronaldo Fuentes Javier Margas Francisco Rojas Nelson Parraguez Clarence Acuña 88' José Luis Sierra 77' Rodrigo Barrera Marcelo Salas |
| Graeme Le Saux 46' Paul Ince 62' Alan Shearer 62'                                                                                                   | wissels      | 77' Juan Carreño 88' Rodrigo Valenzuela |
| Paul Ince ??' | gele kaarten | ??' Marcelo Salas |
| - Debuut van Dion Dublin (Coventry City) en Michael Owen (Liverpool FC) voor Engeland.                                                              |              | |

### Zesde ontmoeting
| Vriendschappelijk (Londen, Verenigd Koninkrijk, 15 november 2013): |              | |
| Engeland | 0 – 2        | Chili |
| | doelpunten   | 7' Alexis Sánchez 90+4' Alexis Sánchez |
| Roy Hodgson | bondscoach   | Jorge Sampaoli |
| Fraser Forster Phil Jones 57' Glen Johnson Gary Cahill Leighton Baines Jack Wilshere 71' James Milner 66' Frank Lampard 71' Jay Rodriguez 57' Adam Lallana 77' Wayne Rooney | opstellingen | Claudio Bravo Eugenio Mena 59' Mauricio Isla Marcos González Marcelo Díaz Gary Medel 46' Matías Fernández 82' Jean Beausejour 46' Charles Aránguiz 71' Eduardo Vargas Alexis Sánchez              |
| Chris Smalling 57' Andros Townsend 57' Jermain Defoe 66' Jordan Henderson 71' Tom Cleverley 71' John Ruddy Joe Hart Phil Jagielka Ashley Cole Kieran Gibbs                  | wissels      | 46' Felipe Gutiérrez 46' Carlos Carmona 59' Gonzalo Jara 71' Carlos Muñoz 82' José Fuenzalida Cristopher Toselli Johnny Herrera José Manuel Rojas Jorge Valdivia Francisco Silva Junior Fernandes |
| Gary Cahill 55' Chris Smalling 64' | gele kaarten | 19' Jean Beausejour 64' Gonzalo Jara 90+3' Eugenio Mena |
| - Debuut van Fraser Forster (Celtic) en Adam Lallana (Southampton) voor Engeland.                                                                                           |              | |

FFCh · A-internationals · Selecties · Bondscoaches · Chileens vrouwenelftal · Olympisch elftal · Chili U21 · Chili U20 · Chili U19 · Chili U18 · Chili U17
1910 – 1919 ·
1920 – 1929 ·
1930 – 1939 ·
1940 – 1949 ·
1950 – 1959 ·
1960 – 1969 ·
1970 – 1979 ·
1980 – 1989 ·
1990 – 1999 ·
2000 – 2009 ·
2010 – 2019 ·
2020 – 2029
WK 1930 · 
WK 1950 · 
WK 1962 · 
WK 1966 · 
WK 1974 · 
WK 1982 · 
WK 1998 · 
WK 2010 · 
WK 2014
OS 1928 · 
OS 1952 · 
OS 1984 · 
OS 2000
1910 · 
1911 · 1912 · 
1913 · 
1914 · 1915 · 
1916 · 
1917 · 
1918 · 
1919 · 
1920 · 
1921 · 
1922 · 
1923 · 
1924 · 
1925 · 
1926 · 
1927 · 
1928 · 
1929 · 
1930 · 
1931 · 1932 · 1933 · 1934 · 
1935 · 
1936 · 
1937 · 
1938 · 
1939 · 
1940 · 
1941 · 
1942 · 
1943 · 1944 · 
1945 · 
1946 · 
1947 · 
1948 · 
1949 · 
1950 · 
1951 · 
1952 · 
1953 · 
1954 · 
1955 · 
1956 · 
1957 · 
1958 · 
1959 · 
1960 · 
1961 · 
1962 · 
1963 · 
1964 · 
1965 · 
1966 · 
1967 · 
1968 · 
1969 · 
1970 · 
1971 · 
1972 · 
1973 · 
1974 · 
1975 · 
1976 · 
1977 · 
1978 · 
1979 · 
1980 · 
1981 · 
1982 · 
1983 · 
1984 · 
1985 · 
1986 · 
1987 · 
1988 · 
1989 · 
1990 ·
1991 · 
1992 · 
1993 · 
1994 · 
1995 · 
1996 · 
1997 · 
1998 · 
1999 · 
2000 · 
2001 · 
2002 · 
2003 · 
2004 · 
2005 · 
2006 · 
2007 · 
2008 · 
2009 · 
2010 · 
2011 · 
2012 · 
2013 · 
2014 · 
2015 · 
2016 ·
2017 ·
2018 ·
2019 ·
2020 ·
2021 ·
2022 ·
2023 ·
2024
Albanië ·
Algerije ·
Argentinië ·
Armenië ·
Australië ·
België ·
Bolivia ·
Bosnie en Herzegovina ·
Brazilië ·
Bulgarije ·
Burkina Faso ·
Canada ·
China ·
Colombia ·
Costa Rica ·
Cuba ·
DDR ·
Denemarken ·
Dominicaanse Republiek ·
Duitsland ·
Ecuador ·
Egypte ·
El Salvador · 
Engeland ·
Estland ·
Finland ·
Frankrijk ·
Ghana · 
Griekenland ·
Guatemala ·
Guinee ·
Haïti ·
Honduras ·
Hongarije ·
Ierland ·
IJsland ·
Irak ·
Iran ·
Israël ·
Italië ·
Ivoorkust ·
Jamaica ·
Japan ·
Joegoslavië ·
Kameroen ·
Kroatië ·
Litouwen ·
Marokko ·
Mexico ·
Nederland ·
Nieuw-Zeeland · 
Noord-Ierland ·
Noord-Korea ·
Oekraïne · 
Oman · 
Oostenrijk ·
Palestina ·
Panama · 
Paraguay ·
Peru ·
Polen ·
Portugal · 
Qatar ·
Roemenië · 
Rusland ·
Saoedi-Arabië ·
Schotland ·
Senegal ·
Servië ·
Slowakije ·
Sovjet-Unie ·
Spanje ·
Togo ·
Trinidad en Tobago ·  
Tsjecho-Slowakije ·
Tunesië · 
Turkije · 
Uruguay ·
Venezuela ·
Verenigde Arabische Emiraten ·
Verenigde Staten ·
Wales ·
Zambia ·
Zuid-Afrika ·
Zuid-Korea ·
Zweden ·
Zwitserland
Algerije (1982) · 
Australië (2014) · 
Brazilië (2014) · 
Honduras (2010) · 
Nederland (2014) · 
Oostenrijk (1982) · 
Spanje (2010) · 
Spanje (2014) · 
West-Duitsland (1982) · 
Zwitserland (2010)
FA · A-internationals · Selecties · Bondscoaches · Engels vrouwenelftal · Brits olympisch elftal · Engeland -21 · Engeland -20 · Engeland -19 · Engeland -18 · Engeland -17 · Engeland -16 · Vrouwen -17
1872 – 1899 ·
1900 – 1919 ·
1920 – 1929 ·
1930 – 1939 ·
1940 – 1949 ·
1950 – 1959 ·
1960 – 1969 ·
1970 – 1979 ·
1980 – 1989 ·
1990 – 1999 ·
2000 – 2009 ·
2010 – 2019 ·
2020 − 2029
EK's: 1968 ·
1980 ·
1988 ·
1992 ·
1996 ·
2000 ·
2004 ·
2012 · 
2016 · 
2020 · 
2024
WK's: 1950 ·
1954 ·
1958 ·
1962 ·
1966 ·
1970 ·
1982 ·
1986 ·
1990 ·
1998 ·
2002 ·
2006 ·
2010 ·
2014 ·
2018 · 
2022
Albanië ·
Algerije ·
Andorra ·
Argentinië ·
Australië ·
Azerbeidzjan ·
België ·
Bosnië en Herzegovina ·
Brazilië ·
Bulgarije ·
Canada ·
Chili ·
China ·
Colombia ·
Costa Rica ·
Cyprus ·
Denemarken ·
DDR · 
Duitsland ·
Ecuador ·
Egypte ·
Estland ·
Finland ·
Frankrijk ·
Georgië ·
Ghana ·
GOS ·
Griekenland ·
Honduras ·
Hongarije ·
Ierland ·
IJsland · 
Iran ·
Israël ·
Italië ·
Ivoorkust ·
Jamaica ·
Japan ·
Joegoslavië ·
Kameroen ·
Kazachstan ·
Koeweit ·
Kosovo ·
Kroatië ·
Liechtenstein ·
Litouwen ·
Luxemburg ·
Maleisië ·
Malta ·
Marokko ·
Mexico ·
Moldavië ·
Montenegro ·
Nederland ·
Nieuw-Zeeland ·
Nigeria ·
Noord-Ierland ·
Noord-Macedonië ·
Noorwegen ·
Oekraïne ·
Oostenrijk ·
Panama · 
Paraguay ·
Peru · 
Polen ·
Portugal ·
Roemenië ·
Rusland ·
San Marino · 
Saoedi-Arabië ·
Schotland ·
Senegal ·
Servië ·
Servië en Montenegro · 
Slovenië ·
Slowakije ·
Sovjet-Unie ·
Spanje ·
Trinidad en Tobago ·
Tsjechië ·
Tsjecho-Slowakije ·
Tunesië ·
Turkije ·
Uruguay ·
Verenigde Staten ·
Wales ·
Wit-Rusland ·
Zuid-Afrika ·
Zuid-Korea ·
Zweden ·
Zwitserland
Algerije (2010) · 
Argentinië (1986) · 
Argentinië (1998) · 
Argentinië (2002) · 
België (1990) · 
België (2018, 1) · 
België (2018, 2) · 
Brazilië (2002) · 
Colombia (1998) ·
Colombia (2018) ·
Costa Rica (2014) ·
Denemarken (2002) ·
Denemarken (2021) · 
Duitsland (2000) ·
Duitsland (2010) ·
Duitsland (2021) ·
Ecuador (2006) ·
Egypte (1990) ·
Frankrijk (1982) ·
Frankrijk (2012) ·
Frankrijk (2022) ·
Ierland (1990) · 
IJsland (2016) ·
Italië (1990) · 
Italië (2012) · 
Italië (2014) · 
Italië (2021) · 
Kameroen (1990) · 
Koeweit (1982) · 
Kroatië (2018) ·
Kroatië (2021) · 
Marokko (1986) · 
Nederland (1990) · 
Nigeria (2002) · 
Oekraïne (2012) · 
Oekraïne (2021) ·
Panama (2018) · 
Paraguay (1986) · 
Paraguay (2006) · 
Polen (1986) · 
Portugal (1986) · 
Portugal (2000) · 
Portugal (2006) · 
Roemenië (1998) ·
Roemenië (2000) ·
Rusland (2016) ·
Schotland (2021) ·
Senegal (2022) ·
Slovenië (2010) ·
Slowakije (2016) ·
Spanje (1982) ·
Spanje (2024) ·
Trinidad en Tobago (2006) ·
Tsjechië (2021) ·
Tsjecho-Slowakije (1982) ·
Tunesië (1998) ·
Tunesië (2018) ·
Uruguay (2014) ·
Verenigde Staten (2010) ·
Wales (2016) · 
West-Duitsland (1966) ·
West-Duitsland (1982) ·
West-Duitsland (1990) ·
Zweden (2002) ·
Zweden (2006) · 
Zweden (2012)